# كيجو
كيجو  هي بلدية في اليابان، وبلدة في اليابان، تقع في ميازاكي، ومقاطعة كويو، بلغ عدد سكانها 5,126  نسمة وذلك حسب إحصائيات سنة 2018، تبلغ مساحتها 145.96 كيلومتر مربع.